# NFL 2024
Die NFL-Saison 2024 war die 105. Saison im American Football in der National Football League (NFL). Die Saison begann am 5. September 2024 mit der Regular Season und ist am 9. Februar 2025, mit dem Super Bowl LIX im Caesars Superdome in New Orleans, Louisiana zu Ende gegangen.

## Personelles

### Rücktritte

#### All-Pros, Pro Bowler und Super-Bowl-Sieger
- Outside Linebacker Shaquil Barrett – zweimaliger Pro Bowler und einmaliger All-Pro sowie zweifacher Super-Bowl-Sieger  (50, LV). Spielte zehn Jahre für die Denver Broncos und die Tampa Bay Buccaneers.[1]
- Quarterback Teddy Bridgewater – einmaliger Pro Bowler. Spielte zehn Jahre für sieben verschiedene Teams.[2]
- Runningback Rex Burkhead – Super-Bowl-Sieger (LIII). Spielte in zehn Jahren für die Cincinnati Bengals, die New England Patriots und die Houston Texans.[3]
- Wide Receiver Randall Cobb – einmaliger Pro Bowler. Spielte in 13 Jahren in der NFL für die Green Bay Packers und drei weitere Teams.[4]
- Defensive Tackle Fletcher Cox – Super-Bowl-Sieger (LII), sechsfacher Pro Bowler und vierfacher All-Pro. Spielte zwölf Jahre lang für die Philadelphia Eagles.[5]
- Defensive Tackle Aaron Donald – Super-Bowl-Sieger (LVI), zehnfacher Pro Bowler, achtfacher All-Pro und dreimaliger Defensive Player of the Year, zudem AP Defensive Rookie of the Year und aufgenommen in das NFL 2010s All-Decade Team. Spielte in seiner zehnjährigen Karriere ausschließlich für die St. Louis/Los Angeles Rams.[6]
- Cornerback Chris Harris – Super-Bowl-Sieger (50), vierfacher Pro Bowler und dreifacher All-Pro. Spielte zwölf Jahre lang für die Denver Broncos, die Los Angeles Chargers und die New Orleans Saints.[7]
- Runningback David Johnson – einmaliger All-Pro und Pro Bowler. Spielte acht Jahre für die Arizona Cardinals, die Houston Texans und die New Orleans Saints.[8]
- Center Jason Kelce – Super-Bowl-Sieger (LII), siebenmaliger Pro Bowler und sechsmaliger All-Pro. Spielte 13 Jahre für die Philadelphia Eagles.[9]
- Center Ryan Jensen – Super-Bowl-Sieger (LV), einmaliger Pro Bowler. Spielte elf Jahre für die Baltimore Ravens und die Tampa Bay Buccaneers.[10]
- Cornerback Logan Ryan – zweimaliger Super-Bowl-Sieger (XLIX, LI). Spielte elf Jahre für die New England Patriots, die Tennessee Titans, die New York Giants, die Tampa Bay Buccaneers und die San Francisco 49ers.[11]
- Quarterback Matt Ryan – viermaliger Pro Bowler, einmaliger All-Pro und MVP der Saison 2016. Spielte 14 Jahre für die Atlanta Falcons und ein Jahr für die Indianapolis Colts.[12]
- Special Teamer Matthew Slater – dreimaliger Super-Bowl-Sieger (XLIX, LI, LIII), zehnmaliger Pro Bowler, achtfacher All-Pro. Spielte in seiner 16-jährigen Karriere durchgängig für die New England Patriots.[13]
- Linebacker Leighton Vander Esch – einmaliger Pro Bowler, spielte sechs Jahre lang für die Dallas Cowboys.[14]
- Tight End Darren Waller – einmaliger Pro Bowler, spielte neun Jahre lang für die Baltimore Ravens, die Oakland / Las Vegas Raiders und die New York Giants.[15]

#### Weitere
- Tavon Austin
- Michael Brockers
- Mike Davis
- Kenyan Drake
- Michael Gallup
- Markus Golden
- Damien Harris
- James Hurst
- Duke Johnson
- Colt McCoy
- Romeo Okwara
- DeVante Parker
- Rashaad Penny
- Carson Strong
- Derek Watt
- Chase Winovich

### Trainerwechsel

#### Vor der Saison
- Atlanta Falcons: Am 8. Januar 2024 entließen die Falcons Arthur Smith nach drei Jahren, in denen sie die Play-offs nicht erreicht hatten und alle drei Spielzeiten mit einer Bilanz von 7–10 beendet hatten.[16] Als seinen Nachfolger verpflichteten sie Raheem Morris, zuvor drei Jahre lang Defensive Coordinator der Los Angeles Rams und bereits 2020 interimsweise Head Coach der Falcons.[17]
- Carolina Panthers: Am 27. November 2023 trennten die Panthers sich während dessen erster Saison als ihr Head Coach von Frank Reich, mit dem sie zehn von elf Spielen verloren.[18] Die Saison beendeten sie mit Chris Tabor als Interimscoach. Am 25. Januar 2024 ernannten die Panthers Dave Canales zu ihrem neuen Hauptübungsleiter. Er war zuvor Offensive Coordinator der Tampa Bay Buccaneers.[19]
- Las Vegas Raiders: Am 1. November 2023 entließen die Raiders Josh McDaniels, unter dem sie in eineinhalb Jahren neun von 25 Spielen gewonnen hatten. Antonio Pierce, zuvor Trainer der Linebacker bei den Raiders, übernahm interimsweise für den Rest der Saison.[20] Unter Pierce gewannen sie fünf der verbliebenen neun Spiele. Am 19. Januar 2024 wurde Pierce dauerhaft zum Head Coach ernannt.[21]
- Los Angeles Chargers: Am 15. Dezember 2023 entließen die Chargers Brandon Staley nach knapp drei Jahre, nachdem sie mit 21:63 gegen die Las Vegas Raiders verloren hatten. Giff Smith wurde zum Interimsheadcoach ernannt.[22] Neuer Head Coach wurde Jim Harbaugh, zuvor Trainer am College bei den Michigan Wolverines.[23]
- New England Patriots: Am 11. Januar 2024 einigten die Patriots und Bill Belichick sich nach 24 Jahren, in denen sie sechsmal den Super Bowl gewannen, einvernehmlich auf eine Trennung.[24] Sein Nachfolger wurde Jerod Mayo, der bereits seit 2019 im Trainerstab der Patriots aktiv war und intern befördert wurde.[25]
- Seattle Seahawks: Am 10. Januar 2024 endete nach 14 Jahren die Amtszeit von Pete Carroll bei den Seahawks, der dem Team in einer beratenden Funktion erhalten bleiben sollte. Mit Carroll gewann Seattle den Super Bowl XLVIII.[26] Am 31. Januar 2024 gaben sie Mike Macdonald als neuen Head Coach bekannt. Er war zuvor Defensive Coordinator der Baltimore Ravens.[27]
- Tennessee Titans: Nach sechs Jahren trennten die Titans sich am 9. Januar 2024 von Mike Vrabel, mit dem sie in sechs Jahren auf eine Bilanz von 54–45 kamen.[28] Brian Callahan wurde sein Nachfolger, zuvor war er Offensive Coordinator der Cincinnati Bengals.[29]
- Washington Commanders: Am 8. Januar entließen die Commanders Ron Rivera, nach einer Bilanz von 26–40–1 in vier Jahren.[30] Am 3. Februar 2024 folgte ihm Dan Quinn nach, der zuvor drei Jahre lang Defensive Coordinator der Dallas Cowboys und von 2015 bis 2020 bereits bei den Atlanta Falcons Head Coach gewesen war.[31]

#### Während der Saison
- New York Jets: Am 8. Oktober entließen die Jets Robert Saleh nach einer Bilanz von 30–36 in vier Jahre. Auf ihn folgte Jeff Ulbrich, der Defensive Coordinator des Teams.
- New Orleans Saints: Am 4. November entließen die Saints Dennis Allen nach einer Bilanz von 18–25 in drei Jahre. Zu seinem Nachfolger wurde Darren Rizzi, der Offensive Coordinator  des Teams, ernannt. Rizzi war zuvor Head Coach der Universitäten von New Haven und Rhode Island.
- Chicago Bears: Am 29. November entließen die Bears Matt Eberflus nach einer Bilanz von 14–32 in drei Jahren. Sein Nachfolger wurde Thomas Brown, der Offensive Coordinator des Teams.

## Saisonverlauf
Das Ligajahr begann am 13. März 2024. Ab diesem Zeitpunkt konnten Verträge mit vertragsfreien Spielern (Free Agents) geschlossen werden. Bereits im Zeitraum zwischen dem 20. Februar und dem 5. März konnten die sogenannten Franchise Tags vergeben werden.

### NFL Draft
Der NFL Draft 2024 fand vom 25. April bis zum 27. April 2024 in Detroit, Michigan statt. Die NFL Combine 2024 fand vom 27. Februar bis zum 4. März 2024 im Lucas Oil Stadium in Indianapolis statt.

### Regular Season

#### Spielplan
Das Saisoneröffnungsspiel, der „Kickoff“, fand am 5. September im Arrowhead Stadium statt. Dabei kam es zwischen Titelverteidiger Kansas City Chiefs und den Baltimore Ravens, dem besten Team der Regular Season des Vorjahres, zur Wiederauflage des letztjährigen AFC Championship Game. Die Chiefs bezwangen die Ravens mit 27:20.
In der Saison 2024 spielt jedes Team je zwei Spiele gegen jedes andere Team seiner Division, je ein Spiel gegen jedes Team einer anderen Division seiner Conference, je ein Spiel gegen jedes Team einer Division der anderen Conference und je ein Spiel gegen die Teams der beiden restlichen Divisionen seiner Conference und einer Division der anderen Conference, die in der vorherigen Saison in ihren jeweiligen Divisionen auf dem gleichen Rang endeten (z. B. das Team auf dem 3. Rang der AFC East spielt gegen 3. AFC North, 3. AFC West und 3. NFC North). Dafür wurden folgende Divisionspaarungen festgelegt:
| Intraconference | Intraconference | Intraconference | Interconference | Interconference | Interconference | 2023 gleicher Rang | 2023 gleicher Rang | 2023 gleicher Rang |
| --------------- | --------------- | --------------- | --------------- | --------------- | --------------- | ------------------ | ------------------ | ------------------ |
| AFC East        | vs              | AFC South       | AFC East        | vs              | NFC West        | AFC East           | vs                 | NFC North          |
| AFC North       | vs              | AFC West        | AFC North       | vs              | NFC East        | AFC North          | vs                 | NFC South          |
| NFC East        | vs              | NFC South       | AFC South       | vs              | NFC North       | AFC South          | vs                 | NFC East           |
| NFC West        | vs              | NFC North       | AFC West        | vs              | NFC South       | AFC West           | vs                 | NFC West           |

#### International Series
Im Rahmen der NFL International Series fand in der Saison 2024 zum ersten Mal ein Spiel in Brasilien statt. Am 6. September 2024 in der ausverkauften Neo Química Arena in São Paulo unterlagen die Green Bay Packers den Philadelphia Eagles mit 29:34. Darüber hinaus werden wieder drei Spiele im Vereinigten Königreich und ein Spiel in Deutschland in der Münchner Allianz Arena stattfinden.

#### Ergebnisse
| Woche 1           | Woche 1              | Woche 1           | Woche 1               |
| Datum (a)         | Heimteam             | Erg.              | Auswärtsteam          |
| ----------------- | -------------------- | ----------------- | --------------------- |
| 5. September 2024 | Kansas City Chiefs   | 27:20             | Baltimore Ravens      |
| 6. September 2024 | Philadelphia Eagles  | 34:29             | Green Bay Packers     |
| 8. September 2024 | Atlanta Falcons      | 10:18             | Pittsburgh Steelers   |
| 8. September 2024 | Buffalo Bills        | 34:28             | Arizona Cardinals     |
| 8. September 2024 | Chicago Bears        | 24:17             | Tennessee Titans      |
| 8. September 2024 | Cincinnati Bengals   | 10:16             | New England Patriots  |
| 8. September 2024 | Indianapolis Colts   | 27:29             | Houston Texans        |
| 8. September 2024 | Miami Dolphins       | 20:17             | Jacksonville Jaguars  |
| 8. September 2024 | New Orleans Saints   | 47:10             | Carolina Panthers     |
| 8. September 2024 | New York Giants      | 06:28             | Minnesota Vikings     |
| 8. September 2024 | Los Angeles Chargers | 22:10             | Las Vegas Raiders     |
| 8. September 2024 | Seattle Seahawks     | 26:20             | Denver Broncos        |
| 8. September 2024 | Cleveland Browns     | 17:33             | Dallas Cowboys        |
| 8. September 2024 | Tampa Bay Buccaneers | 37:20             | Washington Commanders |
| 8. September 2024 | Detroit Lions        | n. V. 26:20 n. V. | Los Angeles Rams      |
| 9. September 2024 | San Francisco 49ers  | 32:19             | New York Jets         |

| Woche 2            | Woche 2               | Woche 2           | Woche 2              |
| Datum (a)          | Heimteam              | Erg.              | Auswärtsteam         |
| ------------------ | --------------------- | ----------------- | -------------------- |
| 12. September 2024 | Miami Dolphins        | 10:31             | Buffalo Bills        |
| 15. September 2024 | Baltimore Ravens      | 23:26             | Las Vegas Raiders    |
| 15. September 2024 | Carolina Panthers     | 03:26             | Los Angeles Chargers |
| 15. September 2024 | Dallas Cowboys        | 19:44             | New Orleans Saints   |
| 15. September 2024 | Detroit Lions         | 16:20             | Tampa Bay Buccaneers |
| 15. September 2024 | Green Bay Packers     | 16:10             | Indianapolis Colts   |
| 15. September 2024 | Jacksonville Jaguars  | 13:18             | Cleveland Browns     |
| 15. September 2024 | Minnesota Vikings     | 23:17             | San Francisco 49ers  |
| 15. September 2024 | New England Patriots  | n. V. 20:23 n. V. | Seattle Seahawks     |
| 15. September 2024 | Tennessee Titans      | 17:24             | New York Jets        |
| 15. September 2024 | Washington Commanders | 21:18             | New York Giants      |
| 15. September 2024 | Arizona Cardinals     | 41:10             | Los Angeles Rams     |
| 15. September 2024 | Denver Broncos        | 06:13             | Pittsburgh Steelers  |
| 15. September 2024 | Kansas City Chiefs    | 26:25             | Cincinnati Bengals   |
| 15. September 2024 | Houston Texans        | 19:13             | Chicago Bears        |
| 16. September 2024 | Philadelphia Eagles   | 21:22             | Atlanta Falcons      |

| Woche 3            | Woche 3              | Woche 3 | Woche 3               |
| Datum (a)          | Heimteam             | Erg.    | Auswärtsteam          |
| ------------------ | -------------------- | ------- | --------------------- |
| 19. September 2024 | New York Jets        | 24:30   | New England Patriots  |
| 22. September 2024 | Cleveland Browns     | 15:21   | New York Giants       |
| 22. September 2024 | Indianapolis Colts   | 21:16   | Chicago Bears         |
| 22. September 2024 | Minnesota Vikings    | 34:70   | Houston Texans        |
| 22. September 2024 | New Orleans Saints   | 12:15   | Philadelphia Eagles   |
| 22. September 2024 | Pittsburgh Steelers  | 20:10   | Los Angeles Chargers  |
| 22. September 2024 | Tampa Bay Buccaneers | 07:26   | Denver Broncos        |
| 22. September 2024 | Tennessee Titans     | 14:30   | Green Bay Packers     |
| 22. September 2024 | Las Vegas Raiders    | 22:36   | Carolina Panthers     |
| 22. September 2024 | Seattle Seahawks     | 24:30   | Miami Dolphins        |
| 22. September 2024 | Arizona Cardinals    | 13:20   | Detroit Lions         |
| 22. September 2024 | Dallas Cowboys       | 25:28   | Baltimore Ravens      |
| 22. September 2024 | Los Angeles Rams     | 27:24   | San Francisco 49ers   |
| 22. September 2024 | Atlanta Falcons      | 17:22   | Kansas City Chiefs    |
| 23. September 2024 | Buffalo Bills        | 47:10   | Jacksonville Jaguars  |
| 23. September 2024 | Cincinnati Bengals   | 33:38   | Washington Commanders |

| Woche 4            | Woche 4              | Woche 4 | Woche 4               |
| Datum (a)          | Heimteam             | Erg.    | Auswärtsteam          |
| ------------------ | -------------------- | ------- | --------------------- |
| 26. September 2024 | New York Giants      | 15:20   | Dallas Cowboys        |
| 29. September 2024 | Atlanta Falcons      | 26:24   | New Orleans Saints    |
| 29. September 2024 | Carolina Panthers    | 24:34   | Cincinnati Bengals    |
| 29. September 2024 | Chicago Bears        | 24:18   | Los Angeles Rams      |
| 29. September 2024 | Green Bay Packers    | 29:31   | Minnesota Vikings     |
| 29. September 2024 | Houston Texans       | 24:20   | Jacksonville Jaguars  |
| 29. September 2024 | Indianapolis Colts   | 27:24   | Pittsburgh Steelers   |
| 29. September 2024 | New York Jets        | 09:10   | Denver Broncos        |
| 29. September 2024 | Tampa Bay Buccaneers | 33:16   | Philadelphia Eagles   |
| 29. September 2024 | Arizona Cardinals    | 14:42   | Washington Commanders |
| 29. September 2024 | San Francisco 49ers  | 30:13   | New England Patriots  |
| 29. September 2024 | Los Angeles Chargers | 10:17   | Kansas City Chiefs    |
| 29. September 2024 | Las Vegas Raiders    | 20:16   | Cleveland Browns      |
| 29. September 2024 | Baltimore Ravens     | 35:10   | Buffalo Bills         |
| 30. September 2024 | Miami Dolphins       | 12:31   | Tennessee Titans      |
| 30. September 2024 | Detroit Lions        | 42:29   | Seattle Seahawks      |

| Woche 5                                                                               | Woche 5               | Woche 5           | Woche 5              |
| Datum (a)                                                                             | Heimteam              | Erg.              | Auswärtsteam         |
| ------------------------------------------------------------------------------------- | --------------------- | ----------------- | -------------------- |
| 3. Oktober 2024                                                                       | Atlanta Falcons       | n. V. 36:30 n. V. | Tampa Bay Buccaneers |
| 6. Oktober 2024                                                                       | Minnesota Vikings     | 23:17             | New York Jets        |
| 6. Oktober 2024                                                                       | Chicago Bears         | 36:10             | Carolina Panthers    |
| 6. Oktober 2024                                                                       | Cincinnati Bengals    | n. V. 38:41 n. V. | Baltimore Ravens     |
| 6. Oktober 2024                                                                       | Houston Texans        | 23:20             | Buffalo Bills        |
| 6. Oktober 2024                                                                       | Jacksonville Jaguars  | 37:34             | Indianapolis Colts   |
| 6. Oktober 2024                                                                       | New England Patriots  | 10:15             | Miami Dolphins       |
| 6. Oktober 2024                                                                       | Washington Commanders | 34:13             | Cleveland Browns     |
| 6. Oktober 2024                                                                       | Denver Broncos        | 34:18             | Las Vegas Raiders    |
| 6. Oktober 2024                                                                       | San Francisco 49ers   | 23:24             | Arizona Cardinals    |
| 6. Oktober 2024                                                                       | Los Angeles Rams      | 19:24             | Green Bay Packers    |
| 6. Oktober 2024                                                                       | Seattle Seahawks      | 20:29             | New York Giants      |
| 6. Oktober 2024                                                                       | Pittsburgh Steelers   | 17:20             | Dallas Cowboys       |
| 7. Oktober 2024                                                                       | Kansas City Chiefs    | 26:13             | New Orleans Saints   |
| Spielfrei: Detroit Lions, Los Angeles Chargers, Philadelphia Eagles, Tennessee Titans |                       |                   |                      |

| Woche 6                                                                            | Woche 6              | Woche 6 | Woche 6               |
| Datum (a)                                                                          | Heimteam             | Erg.    | Auswärtsteam          |
| ---------------------------------------------------------------------------------- | -------------------- | ------- | --------------------- |
| 10. Oktober 2024                                                                   | Seattle Seahawks     | 24:36   | San Francisco 49ers   |
| 13. Oktober 2024                                                                   | Chicago Bears        | 35:16   | Jacksonville Jaguars  |
| 13. Oktober 2024                                                                   | Baltimore Ravens     | 30:23   | Washington Commanders |
| 13. Oktober 2024                                                                   | Green Bay Packers    | 34:13   | Arizona Cardinals     |
| 13. Oktober 2024                                                                   | New England Patriots | 21:41   | Houston Texans        |
| 13. Oktober 2024                                                                   | New Orleans Saints   | 27:51   | Tampa Bay Buccaneers  |
| 13. Oktober 2024                                                                   | Philadelphia Eagles  | 20:16   | Cleveland Browns      |
| 13. Oktober 2024                                                                   | Tennessee Titans     | 17:20   | Indianapolis Colts    |
| 13. Oktober 2024                                                                   | Denver Broncos       | 16:23   | Los Angeles Chargers  |
| 13. Oktober 2024                                                                   | Las Vegas Raiders    | 13:32   | Pittsburgh Steelers   |
| 13. Oktober 2024                                                                   | Carolina Panthers    | 20:38   | Atlanta Falcons       |
| 13. Oktober 2024                                                                   | Dallas Cowboys       | 09:47   | Detroit Lions         |
| 13. Oktober 2024                                                                   | New York Giants      | 07:17   | Cincinnati Bengals    |
| 14. Oktober 2024                                                                   | New York Jets        | 20:23   | Buffalo Bills         |
| Spielfrei: Kansas City Chiefs, Los Angeles Rams, Miami Dolphins, Minnesota Vikings |                      |         |                       |

| Woche 7                                  | Woche 7               | Woche 7 | Woche 7              |
| Datum (a)                                | Heimteam              | Erg.    | Auswärtsteam         |
| ---------------------------------------- | --------------------- | ------- | -------------------- |
| 17. Oktober 2024                         | New Orleans Saints    | 10:33   | Denver Broncos       |
| 20. Oktober 2024                         | Jacksonville Jaguars  | 32:16   | New England Patriots |
| 20. Oktober 2024                         | Atlanta Falcons       | 14:34   | Seattle Seahawks     |
| 20. Oktober 2024                         | Buffalo Bills         | 34:10   | Tennessee Titans     |
| 20. Oktober 2024                         | Cleveland Browns      | 14:21   | Cincinnati Bengals   |
| 20. Oktober 2024                         | Green Bay Packers     | 24:22   | Houston Texans       |
| 20. Oktober 2024                         | Indianapolis Colts    | 16:10   | Miami Dolphins       |
| 20. Oktober 2024                         | Minnesota Vikings     | 29:31   | Detroit Lions        |
| 20. Oktober 2024                         | New York Giants       | 03:38   | Philadelphia Eagles  |
| 20. Oktober 2024                         | Los Angeles Rams      | 20:15   | Las Vegas Raiders    |
| 20. Oktober 2024                         | Washington Commanders | 40:70   | Carolina Panthers    |
| 20. Oktober 2024                         | San Francisco 49ers   | 18:28   | Kansas City Chiefs   |
| 20. Oktober 2024                         | Pittsburgh Steelers   | 37:15   | New York Jets        |
| 21. Oktober 2024                         | Tampa Bay Buccaneers  | 31:41   | Baltimore Ravens     |
| 21. Oktober 2024                         | Arizona Cardinals     | 17:15   | Los Angeles Chargers |
| Spielfrei: Chicago Bears, Dallas Cowboys |                       |         |                      |

| Woche 8          | Woche 8               | Woche 8 | Woche 8             |
| Datum (a)        | Heimteam              | Erg.    | Auswärtsteam        |
| ---------------- | --------------------- | ------- | ------------------- |
| 24. Oktober 2024 | Los Angeles Rams      | 30:20   | Minnesota Vikings   |
| 27. Oktober 2024 | Cleveland Browns      | 29:24   | Baltimore Ravens    |
| 27. Oktober 2024 | Detroit Lions         | 52:14   | Tennessee Titans    |
| 27. Oktober 2024 | Houston Texans        | 23:20   | Indianapolis Colts  |
| 27. Oktober 2024 | Jacksonville Jaguars  | 27:30   | Green Bay Packers   |
| 27. Oktober 2024 | Miami Dolphins        | 27:28   | Arizona Cardinals   |
| 27. Oktober 2024 | New England Patriots  | 25:22   | New York Jets       |
| 27. Oktober 2024 | Tampa Bay Buccaneers  | 26:31   | Atlanta Falcons     |
| 27. Oktober 2024 | Cincinnati Bengals    | 17:37   | Philadelphia Eagles |
| 27. Oktober 2024 | Los Angeles Chargers  | 26:80   | New Orleans Saints  |
| 27. Oktober 2024 | Seattle Seahawks      | 10:31   | Buffalo Bills       |
| 27. Oktober 2024 | Washington Commanders | 18:15   | Chicago Bears       |
| 27. Oktober 2024 | Denver Broncos        | 28:14   | Carolina Panthers   |
| 27. Oktober 2024 | Las Vegas Raiders     | 20:27   | Kansas City Chiefs  |
| 27. Oktober 2024 | San Francisco 49ers   | 30:24   | Dallas Cowboys      |
| 28. Oktober 2024 | Pittsburgh Steelers   | 26:18   | New York Giants     |

| Woche 9                                             | Woche 9             | Woche 9           | Woche 9               |
| Datum (a)                                           | Heimteam            | Erg.              | Auswärtsteam          |
| --------------------------------------------------- | ------------------- | ----------------- | --------------------- |
| 31. Oktober 2024                                    | New York Jets       | 21:13             | Houston Texans        |
| 3. November 2024                                    | Atlanta Falcons     | 27:21             | Dallas Cowboys        |
| 3. November 2024                                    | Baltimore Ravens    | 41:10             | Denver Broncos        |
| 3. November 2024                                    | Buffalo Bills       | 30:27             | Miami Dolphins        |
| 3. November 2024                                    | Carolina Panthers   | 23:22             | New Orleans Saints    |
| 3. November 2024                                    | Cincinnati Bengals  | 41:24             | Las Vegas Raiders     |
| 3. November 2024                                    | Cleveland Browns    | 10:27             | Los Angeles Chargers  |
| 3. November 2024                                    | New York Giants     | 22:27             | Washington Commanders |
| 3. November 2024                                    | Tennessee Titans    | n. V. 20:17 n. V. | New England Patriots  |
| 3. November 2024                                    | Arizona Cardinals   | 29:90             | Chicago Bears         |
| 3. November 2024                                    | Philadelphia Eagles | 28:23             | Jacksonville Jaguars  |
| 3. November 2024                                    | Green Bay Packers   | 14:24             | Detroit Lions         |
| 3. November 2024                                    | Seattle Seahawks    | n. V. 20:26 n. V. | Los Angeles Rams      |
| 3. November 2024                                    | Minnesota Vikings   | 21:13             | Indianapolis Colts    |
| 4. November 2024                                    | Kansas City Chiefs  | n. V. 30:24 n. V. | Tampa Bay Buccaneers  |
| Spielfrei: Pittsburgh Steelers, San Francisco 49ers |                     |                   |                       |

| Woche 10                                                                            | Woche 10              | Woche 10          | Woche 10             |
| Datum (a)                                                                           | Heimteam              | Erg.              | Auswärtsteam         |
| ----------------------------------------------------------------------------------- | --------------------- | ----------------- | -------------------- |
| 7. November 2024                                                                    | Baltimore Ravens      | 35:34             | Cincinnati Bengals   |
| 10. November 2024                                                                   | Carolina Panthers     | n. V. 20:17 n. V. | New York Giants      |
| 10. November 2024                                                                   | Chicago Bears         | 03:19             | New England Patriots |
| 10. November 2024                                                                   | Indianapolis Colts    | 20:30             | Buffalo Bills        |
| 10. November 2024                                                                   | Jacksonville Jaguars  | 07:12             | Minnesota Vikings    |
| 10. November 2024                                                                   | Kansas City Chiefs    | 16:14             | Denver Broncos       |
| 10. November 2024                                                                   | New Orleans Saints    | 20:17             | Atlanta Falcons      |
| 10. November 2024                                                                   | Tampa Bay Buccaneers  | 20:23             | San Francisco 49ers  |
| 10. November 2024                                                                   | Washington Commanders | 27:28             | Pittsburgh Steelers  |
| 10. November 2024                                                                   | Los Angeles Chargers  | 27:17             | Tennessee Titans     |
| 10. November 2024                                                                   | Arizona Cardinals     | 31:60             | New York Jets        |
| 10. November 2024                                                                   | Dallas Cowboys        | 06:34             | Philadelphia Eagles  |
| 10. November 2024                                                                   | Houston Texans        | 23:26             | Detroit Lions        |
| 11. November 2024                                                                   | Los Angeles Rams      | 15:23             | Miami Dolphins       |
| Spielfrei: Cleveland Browns, Green Bay Packers, Las Vegas Raiders, Seattle Seahawks |                       |                   |                      |

| Woche 11                                                                               | Woche 11             | Woche 11 | Woche 11              |
| Datum (a)                                                                              | Heimteam             | Erg.     | Auswärtsteam          |
| -------------------------------------------------------------------------------------- | -------------------- | -------- | --------------------- |
| 14. November 2024                                                                      | Philadelphia Eagles  | 26:18    | Washington Commanders |
| 17. November 2024                                                                      | Chicago Bears        | 19:20    | Green Bay Packers     |
| 17. November 2024                                                                      | Detroit Lions        | 52:60    | Jacksonville Jaguars  |
| 17. November 2024                                                                      | Miami Dolphins       | 34:19    | Las Vegas Raiders     |
| 17. November 2024                                                                      | New England Patriots | 22:28    | Los Angeles Rams      |
| 17. November 2024                                                                      | New Orleans Saints   | 35:14    | Cleveland Browns      |
| 17. November 2024                                                                      | Pittsburgh Steelers  | 18:16    | Baltimore Ravens      |
| 17. November 2024                                                                      | Tennessee Titans     | 13:23    | Minnesota Vikings     |
| 17. November 2024                                                                      | New York Jets        | 27:28    | Indianapolis Colts    |
| 17. November 2024                                                                      | Denver Broncos       | 38:60    | Atlanta Falcons       |
| 17. November 2024                                                                      | San Francisco 49ers  | 17:20    | Seattle Seahawks      |
| 17. November 2024                                                                      | Buffalo Bills        | 30:21    | Kansas City Chiefs    |
| 17. November 2024                                                                      | Los Angeles Chargers | 34:27    | Cincinnati Bengals    |
| 18. November 2024                                                                      | Dallas Cowboys       | 10:34    | Houston Texans        |
| Spielfrei: Arizona Cardinals, Carolina Panthers, New York Giants, Tampa Bay Buccaneers |                      |          |                       |

| Woche 12 | Woche 12              | Woche 12          | Woche 12             |
| Datum (a) | Heimteam              | Erg.              | Auswärtsteam         |
| --- | --------------------- | ----------------- | -------------------- |
| 21. November 2024 | Cleveland Browns      | 24:19             | Pittsburgh Steelers  |
| 24. November 2024 | Carolina Panthers     | 27:30             | Kansas City Chiefs   |
| 24. November 2024 | Chicago Bears         | n. V. 27:30 n. V. | Minnesota Vikings    |
| 24. November 2024 | Houston Texans        | 27:32             | Tennessee Titans     |
| 24. November 2024 | Indianapolis Colts    | 06:24             | Detroit Lions        |
| 24. November 2024 | Miami Dolphins        | 34:15             | New England Patriots |
| 24. November 2024 | New York Giants       | 07:30             | Tampa Bay Buccaneers |
| 24. November 2024 | Washington Commanders | 26:34             | Dallas Cowboys       |
| 24. November 2024 | Las Vegas Raiders     | 19:29             | Denver Broncos       |
| 24. November 2024 | Green Bay Packers     | 38:10             | San Francisco 49ers  |
| 24. November 2024 | Seattle Seahawks      | 16:60             | Arizona Cardinals    |
| 24. November 2024 | Los Angeles Rams      | 20:37             | Philadelphia Eagles  |
| 25. November 2024 | Los Angeles Chargers  | 23:30             | Baltimore Ravens     |
| Spielfrei: Atlanta Falcons, Buffalo Bills, Cincinnati Bengals, Jacksonville Jaguars, New Orleans Saints, New York Jets |                       |                   |                      |

| Woche 13                         | Woche 13              | Woche 13          | Woche 13             |
| Datum (a)                        | Heimteam              | Erg.              | Auswärtsteam         |
| -------------------------------- | --------------------- | ----------------- | -------------------- |
| 28. November 2024 (Thanksgiving) | Detroit Lions         | 23:20             | Chicago Bears        |
| 28. November 2024 (Thanksgiving) | Dallas Cowboys        | 27:20             | New York Giants      |
| 28. November 2024 (Thanksgiving) | Green Bay Packers     | 30:17             | Miami Dolphins       |
| 29. November 2024                | Kansas City Chiefs    | 19:17             | Las Vegas Raiders    |
| 1. Dezember 2024                 | Atlanta Falcons       | 13:17             | Los Angeles Chargers |
| 1. Dezember 2024                 | Cincinnati Bengals    | 38:44             | Pittsburgh Steelers  |
| 1. Dezember 2024                 | Jacksonville Jaguars  | 20:23             | Houston Texans       |
| 1. Dezember 2024                 | Minnesota Vikings     | 23:22             | Arizona Cardinals    |
| 1. Dezember 2024                 | New England Patriots  | 24:25             | Indianapolis Colts   |
| 1. Dezember 2024                 | New York Jets         | 21:26             | Seattle Seahawks     |
| 1. Dezember 2024                 | Washington Commanders | 42:19             | Tennessee Titans     |
| 1. Dezember 2024                 | Carolina Panthers     | n. V. 23:26 n. V. | Tampa Bay Buccaneers |
| 1. Dezember 2024                 | New Orleans Saints    | 14:21             | Los Angeles Rams     |
| 1. Dezember 2024                 | Baltimore Ravens      | 19:24             | Philadelphia Eagles  |
| 1. Dezember 2024                 | Buffalo Bills         | 35:10             | San Francisco 49ers  |
| 2. Dezember 2024                 | Denver Broncos        | 41:32             | Cleveland Browns     |

| Woche 14 | Woche 14             | Woche 14          | Woche 14             |
| Datum (a) | Heimteam             | Erg.              | Auswärtsteam         |
| --- | -------------------- | ----------------- | -------------------- |
| 5. Dezember 2024 | Detroit Lions        | 34:31             | Green Bay Packers    |
| 8. Dezember 2024 | Miami Dolphins       | n. V. 32:26 n. V. | New York Jets        |
| 8. Dezember 2024 | Minnesota Vikings    | 42:21             | Atlanta Falcons      |
| 8. Dezember 2024 | New York Giants      | 11:14             | New Orleans Saints   |
| 8. Dezember 2024 | Philadelphia Eagles  | 22:16             | Carolina Panthers    |
| 8. Dezember 2024 | Pittsburgh Steelers  | 27:14             | Cleveland Browns     |
| 8. Dezember 2024 | Tampa Bay Buccaneers | 28:13             | Las Vegas Raiders    |
| 8. Dezember 2024 | Tennessee Titans     | 06:10             | Jacksonville Jaguars |
| 8. Dezember 2024 | Arizona Cardinals    | 18:30             | Seattle Seahawks     |
| 8. Dezember 2024 | Los Angeles Rams     | 44:42             | Buffalo Bills        |
| 8. Dezember 2024 | San Francisco 49ers  | 38:13             | Chicago Bears        |
| 8. Dezember 2024 | Kansas City Chiefs   | 19:17             | Los Angeles Chargers |
| 9. Dezember 2024 | Dallas Cowboys       | 20:27             | Cincinnati Bengals   |
| Spielfrei: Baltimore Ravens, Denver Broncos, Houston Texans, Indianapolis Colts, New England Patriots, Washington Commanders |                      |                   |                      |

| Woche 15          | Woche 15             | Woche 15 | Woche 15              |
| Datum (a)         | Heimteam             | Erg.     | Auswärtsteam          |
| ----------------- | -------------------- | -------- | --------------------- |
| 12. Dezember 2024 | San Francisco 49ers  | 06:12    | Los Angeles Rams      |
| 15. Dezember 2024 | Carolina Panthers    | 14:30    | Dallas Cowboys        |
| 15. Dezember 2024 | Cleveland Browns     | 07:21    | Kansas City Chiefs    |
| 15. Dezember 2024 | Houston Texans       | 20:12    | Miami Dolphins        |
| 15. Dezember 2024 | Jacksonville Jaguars | 25:32    | New York Jets         |
| 15. Dezember 2024 | New Orleans Saints   | 19:20    | Washington Commanders |
| 15. Dezember 2024 | New York Giants      | 14:35    | Baltimore Ravens      |
| 15. Dezember 2024 | Tennessee Titans     | 27:37    | Cincinnati Bengals    |
| 15. Dezember 2024 | Arizona Cardinals    | 30:17    | New England Patriots  |
| 15. Dezember 2024 | Denver Broncos       | 31:13    | Indianapolis Colts    |
| 15. Dezember 2024 | Detroit Lions        | 42:48    | Buffalo Bills         |
| 15. Dezember 2024 | Los Angeles Chargers | 17:40    | Tampa Bay Buccaneers  |
| 15. Dezember 2024 | Philadelphia Eagles  | 27:13    | Pittsburgh Steelers   |
| 15. Dezember 2024 | Seattle Seahawks     | 13:30    | Green Bay Packers     |
| 16. Dezember 2024 | Minnesota Vikings    | 30:12    | Chicago Bears         |
| 16. Dezember 2024 | Las Vegas Raiders    | 09:15    | Atlanta Falcons       |

| Woche 16          | Woche 16              | Woche 16          | Woche 16             |
| Datum (a)         | Heimteam              | Erg.              | Auswärtsteam         |
| ----------------- | --------------------- | ----------------- | -------------------- |
| 19. Dezember 2024 | Los Angeles Chargers  | 34:27             | Denver Broncos       |
| 21. Dezember 2024 | Kansas City Chiefs    | 27:19             | Houston Texans       |
| 21. Dezember 2024 | Baltimore Ravens      | 34:17             | Pittsburgh Steelers  |
| 22. Dezember 2024 | Atlanta Falcons       | 34:70             | New York Giants      |
| 22. Dezember 2024 | Carolina Panthers     | n. V. 36:30 n. V. | Arizona Cardinals    |
| 22. Dezember 2024 | Chicago Bears         | 17:34             | Detroit Lions        |
| 22. Dezember 2024 | Indianapolis Colts    | 38:30             | Tennessee Titans     |
| 22. Dezember 2024 | New York Jets         | 09:19             | Los Angeles Rams     |
| 22. Dezember 2024 | Washington Commanders | 36:33             | Philadelphia Eagles  |
| 22. Dezember 2024 | Cincinnati Bengals    | 24:60             | Cleveland Browns     |
| 22. Dezember 2024 | Seattle Seahawks      | 24:27             | Minnesota Vikings    |
| 22. Dezember 2024 | Buffalo Bills         | 24:21             | New England Patriots |
| 22. Dezember 2024 | Las Vegas Raiders     | 19:14             | Jacksonville Jaguars |
| 22. Dezember 2024 | Miami Dolphins        | 29:17             | San Francisco 49ers  |
| 22. Dezember 2024 | Dallas Cowboys        | 26:24             | Tampa Bay Buccaneers |
| 23. Dezember 2024 | Green Bay Packers     | 34:00             | New Orleans Saints   |

| Woche 17          | Woche 17              | Woche 17          | Woche 17             |
| Datum (a)         | Heimteam              | Erg.              | Auswärtsteam         |
| ----------------- | --------------------- | ----------------- | -------------------- |
| 25. Dezember 2024 | Pittsburgh Steelers   | 10:29             | Kansas City Chiefs   |
| 25. Dezember 2024 | Houston Texans        | 02:31             | Baltimore Ravens     |
| 26. Dezember 2024 | Chicago Bears         | 03:60             | Seattle Seahawks     |
| 28. Dezember 2024 | New England Patriots  | 07:40             | Los Angeles Chargers |
| 28. Dezember 2024 | Cincinnati Bengals    | n. V. 30:24 n. V. | Denver Broncos       |
| 28. Dezember 2024 | Los Angeles Rams      | 13:90             | Arizona Cardinals    |
| 29. Dezember 2024 | New York Giants       | 45:33             | Indianapolis Colts   |
| 29. Dezember 2024 | Buffalo Bills         | 40:14             | New York Jets        |
| 29. Dezember 2024 | Jacksonville Jaguars  | 20:13             | Tennessee Titans     |
| 29. Dezember 2024 | New Orleans Saints    | 10:25             | Las Vegas Raiders    |
| 29. Dezember 2024 | Tampa Bay Buccaneers  | 48:14             | Carolina Panthers    |
| 29. Dezember 2024 | Philadelphia Eagles   | 41:70             | Dallas Cowboys       |
| 29. Dezember 2024 | Cleveland Browns      | 03:20             | Miami Dolphins       |
| 29. Dezember 2024 | Minnesota Vikings     | 27:25             | Green Bay Packers    |
| 29. Dezember 2024 | Washington Commanders | n. V. 30:24 n. V. | Atlanta Falcons      |
| 30. Dezember 2024 | San Francisco 49ers   | 34:40             | Detroit Lions        |

| Woche 18       | Woche 18             | Woche 18          | Woche 18              |
| Datum (a)      | Heimteam             | Erg.              | Auswärtsteam          |
| -------------- | -------------------- | ----------------- | --------------------- |
| 4. Januar 2025 | Baltimore Ravens     | 35:10             | Cleveland Browns      |
| 4. Januar 2025 | Pittsburgh Steelers  | 17:19             | Cincinnati Bengals    |
| 5. Januar 2025 | Atlanta Falcons      | n. V. 38:44 n. V. | Carolina Panthers     |
| 5. Januar 2025 | Dallas Cowboys       | 19:23             | Washington Commanders |
| 5. Januar 2025 | Green Bay Packers    | 22:24             | Chicago Bears         |
| 5. Januar 2025 | Tennessee Titans     | 14:23             | Houston Texans        |
| 5. Januar 2025 | Indianapolis Colts   | n. V. 26:23 n. V. | Jacksonville Jaguars  |
| 5. Januar 2025 | New England Patriots | 23:16             | Buffalo Bills         |
| 5. Januar 2025 | Philadelphia Eagles  | 20:13             | New York Giants       |
| 5. Januar 2025 | Tampa Bay Buccaneers | 27:19             | New Orleans Saints    |
| 5. Januar 2025 | Denver Broncos       | 38:00             | Kansas City Chiefs    |
| 5. Januar 2025 | Las Vegas Raiders    | 20:34             | Los Angeles Chargers  |
| 5. Januar 2025 | Los Angeles Rams     | 25:30             | Seattle Seahawks      |
| 5. Januar 2025 | New York Jets        | 32:20             | Miami Dolphins        |
| 5. Januar 2025 | Arizona Cardinals    | 47:25             | San Francisco 49ers   |
| 5. Januar 2025 | Detroit Lions        | 31:90             | Minnesota Vikings     |

#### Divisions
| AFC East             | AFC East | AFC East | AFC East | AFC East | AFC East | AFC East | AFC East | AFC East | AFC East | AFC East |
| Team                 | S        | N        | U        | SQ       | P+       | P−       | Diff.    | DIV      | CONF     | Serie    |
| -------------------- | -------- | -------- | -------- | -------- | -------- | -------- | -------- | -------- | -------- | -------- |
| Buffalo Bills        | 13       | 4        | 0        | 0,765    | 525      | 368      | +157     | 5–1      | 9–3      | 1N       |
| Miami Dolphins       | 8        | 9        | 0        | 0,471    | 345      | 364      | 0−19     | 3–3      | 6–6      | 1N       |
| New York Jets        | 5        | 12       | 0        | 0,294    | 338      | 404      | 0−66     | 2–4      | 5–7      | 1S       |
| New England Patriots | 4        | 13       | 0        | 0,235    | 289      | 417      | −128     | 2–4      | 3–9      | 1S       |

| NFC East              | NFC East | NFC East | NFC East | NFC East | NFC East | NFC East | NFC East | NFC East | NFC East | NFC East |
| Team                  | S        | N        | U        | SQ       | P+       | P−       | Diff.    | DIV      | CONF     | Serie    |
| --------------------- | -------- | -------- | -------- | -------- | -------- | -------- | -------- | -------- | -------- | -------- |
| Philadelphia Eagles   | 14       | 3        | 0        | 0,824    | 463      | 303      | +160     | 5–1      | 9–3      | 2S       |
| Washington Commanders | 12       | 5        | 0        | 0,706    | 485      | 391      | 0+94     | 4–2      | 9–3      | 5S       |
| Dallas Cowboys        | 7        | 10       | 0        | 0,412    | 350      | 468      | −118     | 3–3      | 5–7      | 2N       |
| New York Giants       | 3        | 14       | 0        | 0,176    | 273      | 415      | −142     | 0–6      | 1–11     | 1N       |

| AFC North           | AFC North | AFC North | AFC North | AFC North | AFC North | AFC North | AFC North | AFC North | AFC North | AFC North |
| Team                | S         | N         | U         | SQ        | P+        | P−        | Diff.     | DIV       | CONF      | Serie     |
| ------------------- | --------- | --------- | --------- | --------- | --------- | --------- | --------- | --------- | --------- | --------- |
| Baltimore Ravens    | 12        | 5         | 0         | 0,706     | 518       | 361       | +157      | 4–2       | 8–4       | 4S        |
| Pittsburgh Steelers | 10        | 7         | 0         | 0,588     | 380       | 347       | 0+33      | 3–3       | 7–5       | 4N        |
| Cincinnati Bengals  | 9         | 8         | 0         | 0,529     | 472       | 434       | 0+38      | 3–3       | 6–6       | 5S        |
| Cleveland Browns    | 3         | 14        | 0         | 0,176     | 258       | 435       | −177      | 2–4       | 3–9       | 6N        |

| NFC North         | NFC North | NFC North | NFC North | NFC North | NFC North | NFC North | NFC North | NFC North | NFC North | NFC North |
| Team              | S         | N         | U         | SQ        | P+        | P−        | Diff.     | DIV       | CONF      | Serie     |
| ----------------- | --------- | --------- | --------- | --------- | --------- | --------- | --------- | --------- | --------- | --------- |
| Detroit Lions     | 15        | 2         | 0         | 0,882     | 564       | 342       | +222      | 6–0       | 11–1      | 3S        |
| Minnesota Vikings | 14        | 3         | 0         | 0,824     | 432       | 332       | +100      | 4–2       | 9–3       | 1N        |
| Green Bay Packers | 11        | 6         | 0         | 0,647     | 460       | 338       | +122      | 1–5       | 6–6       | 2N        |
| Chicago Bears     | 5         | 12        | 0         | 0,294     | 310       | 370       | 0−60      | 1–5       | 3–9       | 1S        |

| AFC South            | AFC South | AFC South | AFC South | AFC South | AFC South | AFC South | AFC South | AFC South | AFC South | AFC South |
| Team                 | S         | N         | U         | SQ        | P+        | P−        | Diff.     | DIV       | CONF      | Serie     |
| -------------------- | --------- | --------- | --------- | --------- | --------- | --------- | --------- | --------- | --------- | --------- |
| Houston Texans       | 10        | 7         | 0         | 0,588     | 372       | 372       | 00±0      | 5–1       | 8–4       | 1S        |
| Indianapolis Colts   | 8         | 9         | 0         | 0,471     | 377       | 427       | 0−50      | 3–3       | 7–5       | 1S        |
| Jacksonville Jaguars | 4         | 13        | 0         | 0,235     | 320       | 435       | −115      | 3–3       | 4–8       | 1N        |
| Tennessee Titans     | 3         | 14        | 0         | 0,176     | 311       | 460       | −149      | 1–5       | 3–9       | 6N        |

| NFC South            | NFC South | NFC South | NFC South | NFC South | NFC South | NFC South | NFC South | NFC South | NFC South | NFC South |
| Team                 | S         | N         | U         | SQ        | P+        | P−        | Diff.     | DIV       | CONF      | Serie     |
| -------------------- | --------- | --------- | --------- | --------- | --------- | --------- | --------- | --------- | --------- | --------- |
| Tampa Bay Buccaneers | 10        | 7         | 0         | 0,588     | 502       | 385       | +117      | 4–2       | 8–4       | 2S        |
| Atlanta Falcons      | 8         | 9         | 0         | 0,471     | 389       | 423       | 0−34      | 4–2       | 7–5       | 2N        |
| Carolina Panthers a  | 5         | 12        | 0         | 0,294     | 341       | 534       | −193      | 2–4       | 4–8       | 1S        |
| New Orleans Saints a | 5         | 12        | 0         | 0,294     | 338       | 398       | 0−60      | 2–4       | 4–8       | 4N        |

| AFC West             | AFC West | AFC West | AFC West | AFC West | AFC West | AFC West | AFC West | AFC West | AFC West | AFC West |
| Team                 | S        | N        | U        | SQ       | P+       | P−       | Diff.    | DIV      | CONF     | Serie    |
| -------------------- | -------- | -------- | -------- | -------- | -------- | -------- | -------- | -------- | -------- | -------- |
| Kansas City Chiefs   | 15       | 2        | 0        | 0,882    | 385      | 326      | 0+59     | 5–1      | 10–2     | 1N       |
| Los Angeles Chargers | 11       | 6        | 0        | 0,647    | 402      | 301      | +101     | 4–2      | 8–4      | 3S       |
| Denver Broncos       | 10       | 7        | 0        | 0,588    | 425      | 311      | +114     | 3–3      | 6–6      | 1S       |
| Las Vegas Raiders    | 4        | 13       | 0        | 0,235    | 309      | 434      | −125     | 0–6      | 3–9      | 1N       |

| NFC West            | NFC West | NFC West | NFC West | NFC West | NFC West | NFC West | NFC West | NFC West | NFC West | NFC West |
| Team                | S        | N        | U        | SQ       | P+       | P−       | Diff.    | DIV      | CONF     | Serie    |
| ------------------- | -------- | -------- | -------- | -------- | -------- | -------- | -------- | -------- | -------- | -------- |
| Los Angeles Rams a  | 10       | 7        | 0        | 0,588    | 367      | 386      | −19      | 4–2      | 6–6      | 1N       |
| Seattle Seahawks a  | 10       | 7        | 0        | 0,588    | 375      | 368      | 0+7      | 4–2      | 6–6      | 2S       |
| Arizona Cardinals   | 8        | 9        | 0        | 0,471    | 400      | 379      | +21      | 3–3      | 4–8      | 1S       |
| San Francisco 49ers | 6        | 11       | 0        | 0,353    | 389      | 436      | −47      | 1–5      | 4–8      | 4N       |

 Division-Sieger 

#### Conference
| AFC             | AFC                      | AFC             | AFC             | AFC             | AFC             | AFC             | AFC             | AFC             | AFC             |
| Platz           | Team                     | Division        | S               | N               | U               | SQ              | CONF            | SOV             | SOS             |
| Divisionssieger | Divisionssieger          | Divisionssieger | Divisionssieger | Divisionssieger | Divisionssieger | Divisionssieger | Divisionssieger | Divisionssieger | Divisionssieger |
| --------------- | ------------------------ | --------------- | --------------- | --------------- | --------------- | --------------- | --------------- | --------------- | --------------- |
| 1               | Kansas City Chiefs       | West            | 15              | 2               | 0               | 0,882           | 10–2            | 0,463           | 0,488           |
| 2               | Buffalo Bills            | East            | 13              | 4               | 0               | 0,765           | 9–3             | 0,448           | 0,467           |
| 3               | Baltimore Ravens         | North           | 12              | 5               | 0               | 0,706           | 8–4             | 0,525           | 0,529           |
| 4               | Houston Texans           | South           | 10              | 7               | 0               | 0,588           | 8–4             | 0,376           | 0,481           |
| Wild Cards      |                          |                 |                 |                 |                 |                 |                 |                 |                 |
| 5               | Los Angeles Chargers     | West            | 11              | 6               | 0               | 0,647           | 8–4             | 0,348           | 0,467           |
| 6               | Pittsburgh Steelers b    | North           | 10              | 7               | 0               | 0,588           | 7–5             | 0,453           | 0,502           |
| 7               | Denver Broncos b         | West            | 10              | 7               | 0               | 0,588           | 6–6             | 0,394           | 0,502           |
| 0 8 e           | Cincinnati Bengals       | North           | 9               | 8               | 0               | 0,529           | 6–6             | 0,314           | 0,478           |
| 9               | Indianapolis Colts b     | South           | 8               | 9               | 0               | 0,471           | 7–5             | 0,309           | 0,457           |
| 10              | Miami Dolphins b         | East            | 8               | 9               | 0               | 0,471           | 6–6             | 0,294           | 0,419           |
| 11              | New York Jets            | East            | 5               | 12              | 0               | 0,294           | 5–7             | 0,341           | 0,495           |
| 12              | Jacksonville Jaguars c   | South           | 4               | 13              | 0               | 0,235           | 4–8             | 0,265           | 0,478           |
| 13              | New England Patriots c d | East            | 4               | 13              | 0               | 0,235           | 3–9             | 0,471           | 0,471           |
| 14              | Las Vegas Raiders c d    | West            | 4               | 13              | 0               | 0,235           | 3–9             | 0,353           | 0,540           |
| 15              | Cleveland Browns d       | North           | 3               | 14              | 0               | 0,176           | 3–9             | 0,510           | 0,536           |
| 16              | Tennessee Titans d       | South           | 3               | 14              | 0               | 0,176           | 3–9             | 0,431           | 0,522           |

| NFC             | NFC                    | NFC             | NFC             | NFC             | NFC             | NFC             | NFC             | NFC             | NFC             |
| Platz           | Team                   | Division        | S               | N               | U               | SQ              | CONF            | SOV             | SOS             |
| Divisionssieger | Divisionssieger        | Divisionssieger | Divisionssieger | Divisionssieger | Divisionssieger | Divisionssieger | Divisionssieger | Divisionssieger | Divisionssieger |
| --------------- | ---------------------- | --------------- | --------------- | --------------- | --------------- | --------------- | --------------- | --------------- | --------------- |
| 1               | Detroit Lions          | North           | 15              | 2               | 0               | 0,882           | 11–1            | 0,494           | 0,516           |
| 2               | Philadelphia Eagles    | East            | 14              | 3               | 0               | 0,824           | 9–3             | 0,424           | 0,453           |
| 3               | Tampa Bay Buccaneers c | South           | 10              | 7               | 0               | 0,588           | 8–4             | 0,465           | 0,502           |
| 4               | Los Angeles Rams c     | West            | 10              | 7               | 0               | 0,588           | 6–6             | 0,441           | 0,505           |
| Wild Cards      |                        |                 |                 |                 |                 |                 |                 |                 |                 |
| 5               | Minnesota Vikings      | North           | 14              | 3               | 0               | 0,824           | 9–3             | 0,408           | 0,474           |
| 6               | Washington Commanders  | East            | 12              | 5               | 0               | 0,706           | 9–3             | 0,358           | 0,436           |
| 7               | Green Bay Packers      | North           | 11              | 6               | 0               | 0,647           | 6–6             | 0,412           | 0,533           |
| 0 8 e           | Seattle Seahawks       | West            | 10              | 7               | 0               | 0,588           | 6–6             | 0,424           | 0,498           |
| 9               | Atlanta Falcons c      | South           | 8               | 9               | 0               | 0,471           | 7–5             | 0,426           | 0,519           |
| 10              | Arizona Cardinals c    | West            | 8               | 9               | 0               | 0,471           | 4–8             | 0,404           | 0,536           |
| 11              | Dallas Cowboys         | East            | 7               | 10              | 0               | 0,412           | 5–7             | 0,387           | 0,522           |
| 12              | San Francisco 49ers    | West            | 6               | 11              | 0               | 0,353           | 4–8             | 0,402           | 0,564           |
| 13              | Chicago Bears b        | North           | 5               | 12              | 0               | 0,294           | 3–9             | 0,388           | 0,554           |
| 14              | Carolina Panthers a b  | South           | 5               | 12              | 0               | 0,294           | 4–8             | 0,329           | 0,498           |
| 15              | New Orleans Saints a   | South           | 5               | 12              | 0               | 0,294           | 4–8             | 0,306           | 0,505           |
| 16              | New York Giants        | East            | 3               | 14              | 0               | 0,176           | 1–11            | 0,412           | 0,554           |

 Für die Play-offs qualifiziert

Quelle: nfl.com

### Play-offs
Die Play-offs haben am 11. Januar 2025 begonnen. Der Super Bowl LIX wurde am 9. Februar 2025 im Caesars Superdome in New Orleans ausgetragen.
Aufgrund von Waldbränden im Stadtgebiet von Los Angeles wurde das Wildcard-Spiel der Los Angeles Rams gegen die Minnesota Vikings vom SoFi Stadium zum State Farm Stadium in Glendale, Arizona verlegt.
|  |                                    |                               |                               |         |              |                                    |                                    |                                    |                                    |                  |                          |                          |                          |                             |                             |                             |             |            |
|  | Wild Card Round                    | Wild Card Round               | Wild Card Round               |         |              | Divisional Round                   | Divisional Round                   | Divisional Round                   |                                    |                  | Conference Championships | Conference Championships | Conference Championships |                             |                             | Super Bowl                  | Super Bowl  | Super Bowl |
|  | Wild Card Round                    | Wild Card Round               | Wild Card Round               |         |              | Divisional Round                   | Divisional Round                   | Divisional Round                   |                                    |                  | Conference Championships | Conference Championships | Conference Championships |                             |                             | Super Bowl                  | Super Bowl  | Super Bowl |
|  |                                    |                               |                               |         |              |                                    |                                    |                                    |                                    |                  |                          |                          |                          |                             |                             |                             |             |            |
|  | 12. Jan. – Lincoln Financial Field |                               |                               |         |              |                                    |                                    |                                    |                                    |                  |                          |                          |                          |                             |                             |                             |             |            |
|  |                                    |                               |                               |         |              |                                    |                                    |                                    |                                    |                  |                          |                          |                          |                             |                             |                             |             |            |
|  | 2                                  | Philadelphia                  | 22                            |         |              |                                    |                                    |                                    |                                    |                  |                          |                          |                          |                             |                             |                             |             |            |
|  | 2                                  | Philadelphia                  | 22                            |         |              |                                    |                                    |                                    |                                    |                  |                          |                          |                          |                             |                             |                             |             |            |
|  | 7                                  | Green Bay                     | 10                            |         |              | 19. Jan. – Lincoln Financial Field | 19. Jan. – Lincoln Financial Field | 19. Jan. – Lincoln Financial Field |                                    |                  |                          |                          |                          |                             |                             |                             |             |            |
|  | 7                                  | Green Bay                     | 10                            |         |              | 19. Jan. – Lincoln Financial Field | 19. Jan. – Lincoln Financial Field | 19. Jan. – Lincoln Financial Field |                                    |                  |                          |                          |                          |                             |                             |                             |             |            |
|  |                                    |                               |                               | 2       | Philadelphia | 28                                 |                                    |                                    |                                    |                  |                          |                          |                          |                             |                             |                             |             |            |
|  |                                    |                               |                               | 2       | Philadelphia | 28                                 |                                    |                                    |                                    |                  |                          |                          |                          |                             |                             |                             |             |            |
|  | 13. Jan. – State Farm Stadium      | 13. Jan. – State Farm Stadium | 13. Jan. – State Farm Stadium |         |              | 4                                  | LA Rams                            | 22                                 |                                    |                  |                          |                          |                          |                             |                             |                             |             |            |
|  | 13. Jan. – State Farm Stadium      | 13. Jan. – State Farm Stadium | 13. Jan. – State Farm Stadium |         |              | 4                                  | LA Rams                            | 22                                 |                                    |                  |                          |                          |                          |                             |                             |                             |             |            |
|  | 4                                  | LA Rams                       | 27                            |         |              |                                    | 26. Jan. – Lincoln Financial Field | 26. Jan. – Lincoln Financial Field | 26. Jan. – Lincoln Financial Field |                  |                          |                          |                          |                             |                             |                             |             |            |
|  | 4                                  | LA Rams                       | 27                            |         |              |                                    | 26. Jan. – Lincoln Financial Field | 26. Jan. – Lincoln Financial Field | 26. Jan. – Lincoln Financial Field |                  |                          |                          |                          |                             |                             |                             |             |            |
|  | 5                                  | Minnesota                     | 9                             |         |              |                                    |                                    |                                    | 2                                  | Philadelphia     | 55                       |                          |                          |                             |                             |                             |             |            |
|  | 5                                  | Minnesota                     | 9                             |         |              |                                    |                                    |                                    | 2                                  | Philadelphia     | 55                       |                          |                          |                             |                             |                             |             |            |
|  |                                    |                               |                               |         |              |                                    |                                    |                                    |                                    |                  | 6                        | Washington               | 23                       |                             |                             |                             |             |            |
|  |                                    |                               |                               |         |              |                                    |                                    |                                    |                                    |                  | 6                        | Washington               | 23                       |                             |                             |                             |             |            |
|  |                                    |                               |                               |         |              | 18. Jan. – Ford Field              | 18. Jan. – Ford Field              | 18. Jan. – Ford Field              | NFC Championship                   | NFC Championship | NFC Championship         |                          |                          |                             |                             |                             |             |            |
|  | 12. Jan. – Raymond James Stadium   |                               |                               |         |              | 18. Jan. – Ford Field              | 18. Jan. – Ford Field              | 18. Jan. – Ford Field              | NFC Championship                   | NFC Championship | NFC Championship         |                          |                          |                             |                             |                             |             |            |
|  |                                    |                               | 1                             | Detroit | 31           |                                    |                                    |                                    |                                    |                  |                          |                          |                          |                             |                             |                             |             |            |
|  | 3                                  | Tampa Bay                     | 1                             | Detroit | 31           | 20                                 |                                    |                                    |                                    |                  |                          |                          |                          |                             |                             |                             |             |            |
|  | 3                                  | Tampa Bay                     |                               |         | 6            | 20                                 | Washington                         | 45                                 |                                    |                  |                          |                          |                          | 9. Feb. – Caesars Superdome | 9. Feb. – Caesars Superdome | 9. Feb. – Caesars Superdome |             |            |
|  | 6                                  | Washington                    | 23                            |         |              |                                    |                                    | 45                                 |                                    |                  |                          |                          |                          | 9. Feb. – Caesars Superdome | 9. Feb. – Caesars Superdome | 9. Feb. – Caesars Superdome |             |            |
|  | 6                                  | Washington                    | 23                            |         |              |                                    |                                    |                                    |                                    |                  |                          |                          |                          | N2                          | Philadelphia                | 40                          |             |            |
|  |                                    |                               |                               |         |              |                                    |                                    |                                    |                                    |                  |                          |                          |                          | N2                          | Philadelphia                | 40                          |             |            |
|  |                                    |                               |                               |         |              |                                    |                                    |                                    |                                    |                  |                          |                          |                          |                             |                             | A1                          | Kansas City | 22         |
|  |                                    |                               |                               |         |              | 18. Jan. – Arrowhead Stadium       |                                    |                                    |                                    |                  |                          |                          |                          |                             |                             | A1                          | Kansas City | 22         |
|  | 11. Jan. – NRG Stadium             | 11. Jan. – NRG Stadium        | 11. Jan. – NRG Stadium        |         |              |                                    |                                    |                                    |                                    |                  | Super Bowl LIX           | Super Bowl LIX           | Super Bowl LIX           |                             |                             |                             |             |            |
|  | 11. Jan. – NRG Stadium             | 11. Jan. – NRG Stadium        | 11. Jan. – NRG Stadium        |         |              | 1                                  | Kansas City                        | 23                                 |                                    |                  | Super Bowl LIX           | Super Bowl LIX           | Super Bowl LIX           |                             |                             |                             |             |            |
|  | 4                                  | Houston                       | 32                            |         |              | 1                                  | Kansas City                        | 23                                 |                                    |                  |                          |                          |                          |                             |                             |                             |             |            |
|  | 4                                  | Houston                       | 32                            |         |              | 4                                  | Houston                            | 14                                 |                                    |                  |                          |                          |                          |                             |                             |                             |             |            |
|  | 5                                  | LA Chargers                   | 12                            |         |              | 4                                  | Houston                            | 14                                 |                                    |                  |                          |                          |                          |                             |                             |                             |             |            |
|  | 5                                  | LA Chargers                   | 12                            |         |              | 26. Jan. – Arrowhead Stadium       |                                    |                                    |                                    |                  |                          |                          |                          |                             |                             |                             |             |            |
|  |                                    |                               |                               |         |              |                                    |                                    |                                    |                                    |                  |                          |                          |                          |                             |                             |                             |             |            |
|  |                                    |                               |                               |         |              |                                    |                                    |                                    | 1                                  | Kansas City      | 32                       |                          |                          |                             |                             |                             |             |            |
|  | 12. Jan. – Highmark Stadium        |                               |                               |         |              |                                    |                                    |                                    | 1                                  | Kansas City      | 32                       |                          |                          |                             |                             |                             |             |            |
|  |                                    |                               |                               |         |              |                                    |                                    | 2                                  | Buffalo                            | 29               |                          |                          |                          |                             |                             |                             |             |            |
|  | 2                                  | Buffalo                       | 31                            |         |              |                                    |                                    |                                    | Buffalo                            | 29               |                          |                          |                          |                             |                             |                             |             |            |
|  | 2                                  | Buffalo                       | 31                            |         |              | AFC Championship                   |                                    |                                    |                                    |                  |                          |                          |                          |                             |                             |                             |             |            |
|  | 7                                  | Denver                        | 7                             |         |              | 19. Jan. – Highmark Stadium        | 19. Jan. – Highmark Stadium        | 19. Jan. – Highmark Stadium        |                                    |                  |                          |                          |                          |                             |                             |                             |             |            |
|  | 7                                  | Denver                        | 7                             |         |              |                                    | 19. Jan. – Highmark Stadium        | 19. Jan. – Highmark Stadium        |                                    |                  |                          |                          |                          |                             |                             |                             |             |            |
|  |                                    |                               |                               | 2       | Buffalo      | 27                                 |                                    |                                    |                                    |                  |                          |                          |                          |                             |                             |                             |             |            |
|  |                                    |                               |                               | 2       | Buffalo      | 27                                 |                                    |                                    |                                    |                  |                          |                          |                          |                             |                             |                             |             |            |
|  | 11. Jan. – M&T Bank Stadium        | 11. Jan. – M&T Bank Stadium   | 11. Jan. – M&T Bank Stadium   |         |              | 3                                  | Baltimore                          | 25                                 |                                    |                  |                          |                          |                          |                             |                             |                             |             |            |
|  | 11. Jan. – M&T Bank Stadium        | 11. Jan. – M&T Bank Stadium   | 11. Jan. – M&T Bank Stadium   |         |              | 3                                  | Baltimore                          | 25                                 |                                    |                  |                          |                          |                          |                             |                             |                             |             |            |
|  | 3                                  | Baltimore                     | 28                            |         |              |                                    |                                    |                                    |                                    |                  |                          |                          |                          |                             |                             |                             |             |            |
|  | 3                                  | Baltimore                     | 28                            |         |              |                                    |                                    |                                    |                                    |                  |                          |                          |                          |                             |                             |                             |             |            |
|  | 6                                  | Pittsburgh                    | 14                            |         |              |                                    |                                    |                                    |                                    |                  |                          |                          |                          |                             |                             |                             |             |            |
|  | 6                                  | Pittsburgh                    | 14                            |         |              |                                    |                                    |                                    |                                    |                  |                          |                          |                          |                             |                             |                             |             |            |

## Wissenswertes

### Saisonbestleistungen
Folgende Saisonbestleistungen wurden 2024 erreicht:
| Statistikwert           | Spieler                                                 | Wert  |
| ----------------------- | ------------------------------------------------------- | ----- |
| Geworfene Yards         | Joe Burrow (CIN)                                        | 4.918 |
| Geworfene Touchdowns    | Joe Burrow (CIN)                                        | 43    |
| Erlaufene Yards         | Saquon Barkley (PHI)                                    | 2.005 |
| Erlaufene Touchdowns    | James Cook (BUF) Jahmyr Gibbs (DET) Derrick Henry (BAL) | 16    |
| Gefangene Pässe         | Ja’Marr Chase (CIN)                                     | 127   |
| Gefangene Yards         | Ja’Marr Chase (CIN)                                     | 1.708 |
| Gefangene Touchdowns    | Ja’Marr Chase (CIN)                                     | 17    |
| Tackles                 | Zaire Franklin (IND)                                    | 173   |
| Sacks                   | Trey Hendrickson (CIN)                                  | 17,5  |
| Interceptions           | Kerby Joseph (DET)                                      | 9     |
| Erzwungene Fumbles      | T. J. Watt (PIT)                                        | 6     |
| Erzielte Punkte         | Chris Boswell (PIT)                                     | 158   |
| Verwandelte Field Goals | Chris Boswell (PIT)                                     | 41    |
| Gepuntete Yards         | Corey Bojorquez (CLE)                                   | 4.387 |

### Auszeichnungen

#### Spieler der Woche
Die folgenden Spieler wurden zum Spieler der Woche ernannt:
| Woche | Offensive Player of the Week | Offensive Player of the Week   | Defensive Player of the Week    | Defensive Player of the Week     | Special Teams Player of the Week | Special Teams Player of the Week |
| Woche | AFC                          | NFC                            | AFC                             | NFC                              | AFC                              | NFC                              |
| ----- | ---------------------------- | ------------------------------ | ------------------------------- | -------------------------------- | -------------------------------- | -------------------------------- |
| 1     | Joe Mixon RB · Texans        | Saquon Barkley RB · Eagles     | Gregory Rousseau DE · Bills     | Tyrique Stevenson CB · Bears     | Chris Boswell K · Steelers       | Jake Moody K · 49ers             |
| 2     | James Cook RB · Bills        | Alvin Kamara RB · Saints       | Maxx Crosby DE · Raiders        | Jessie Bates FS · Falcons        | Kaʻimi Fairbairn K · Texans      | Austin Seibert K · Commanders    |
| 3     | Josh Allen QB · Bills        | Jayden Daniels QB · Commanders | Jaylon Jones DB · Colts         | Jonathan Greenard LB · Vikings   | Wil Lutz K · Broncos             | Jack Fox P · Lions               |
| 4     | Derrick Henry RB · Ravens    | Jared Goff QB · Lions          | Chris Jones DT · Chiefs         | Troy Andersen LB · Falcons       | Nick Folk K · Titans             | Tory Taylor P · Bears            |
| 5     | Lamar Jackson QB · Ravens    | Kirk Cousins QB · Falcons      | Patrick Surtain II CB · Broncos | Xavier McKinney S · Packers      | Kaʻimi Fairbairn K · Texans      | Isaiah Simmons S · Giants        |
| 6     | Derrick Henry RB · Ravens    | Sean Tucker RB · Buccaneers    | Will Anderson DE · Texans       | Brian Branch S · Lions           | Rigoberto Sanchez P · Colts      | Cole Kmet TE · Bears             |
| 7     | Lamar Jackson QB · Ravens    | Saquon Barkley RB · Eagles     | Cody Barton LB · Broncos        | Cobie Durant CB · Rams           | Charlie Jones WR · Bengals       | Jake Bates K · Lions             |
| 8     | Jameis Winston QB · Browns   | Kirk Cousins QB · Falcons      | T. J. Watt OLB · Steelers       | Edgerrin Cooper LB · Packers     | Calvin Austin III WR · Steelers  | Kalif Raymond WR · Lions         |
| 9     | Garrett Wilson WR · Jets     | Saquon Barkley RB · Eagles     | Trey Hendrickson DE · Bengals   | Kamren Kinchens S · Rams         | Tyler Bass K · Bills             | Blake Gillikin P · Cardinals     |
| 10    | Lamar Jackson QB · Ravens    | Kyler Murray QB · Cardinals    | Taron Johnson CB · Bills        | Zack Baun LB · Eagles            | Leo Chenal LB · Chiefs           | Jake Bates K · Lions             |
| 11    | Bo Nix QB · Broncos          | Taysom Hill TE · Saints        | Terrel Bernard LB · Bills       | Kamren Kinchens S · Rams         | Chris Boswell K · Steelers       | Karl Brooks DT · Packers         |
| 12    | Tua Tagovailoa QB · Dolphins | Saquon Barkley RB · Eagles     | Myles Garrett DE · Browns       | Coby Bryant CB · Seahawks        | Wil Lutz K · Broncos             | KaVontae Turpin WR · Cowboys     |
| 13    | Josh Allen QB · Bills        | Bucky Irving RB · Buccaneers   | Tarheeb Still DB · Chargers     | Leonard Williams DE · Seahawks   | Kene Nwangwu RB · Jets           | Braden Mann P · Eagles           |
| 14    | Ja’Marr Chase WR · Bengals   | Sam Darnold QB · Vikings       | Zach Sieler DE · Dolphins       | Yetur Gross-Matos DE · 49ers     | Matthew Wright K · Chiefs        | Bryan Bresee DT · Saints         |
| 15    | Josh Allen QB · Bills        | Baker Mayfield QB · Buccaneers | Derek Stingley Jr. CB · Texans  | Edgerrin Cooper LB · Packers     | Marvin Mims WR · Broncos         | KhaDarel Hodge WR · Falcons      |
| 16    | Jonathan Taylor RB · Colts   | Chuba Hubbard RB · Panthers    | Isaiah Pola-Mao S · Raiders     | Andrew Van Ginkel OLB · Vikings  | Jason Sanders K · Dolphins       | Brandon Aubrey K · Cowboys       |
| 17    | Joe Burrow QB · Bengals      | Baker Mayfield QB · Buccaneers | Tyrel Dodson LB · Dolphins      | C. J. Gardner-Johnson S · Eagles | Cameron Dicker K · Chargers      | Ihmir Smith-Marsette WR · Giants |
| 18    | Bo Nix QB · Broncos          | Jahmyr Gibbs RB · Lions        | Trey Hendrickson DE · Bengals   | YaYa Diaby OLB · Buccaneers      | Cameron Dicker K · Chargers      | Josh Blackwell CB · Bears        |

#### Spieler des Monats
Die folgenden Spieler wurden zum Spieler des Monats ernannt:
| Monat | Offensive Player of the Month | Offensive Player of the Month | Defensive Player of the Month   | Defensive Player of the Month  | Special Teams Player of the Month | Special Teams Player of the Month | Rookie of the Month            | Rookie of the Month             |
| Monat | AFC                           | NFC                           | AFC                             | NFC                            | AFC                               | NFC                               | Offensive                      | Defensive                       |
| ----- | ----------------------------- | ----------------------------- | ------------------------------- | ------------------------------ | --------------------------------- | --------------------------------- | ------------------------------ | ------------------------------- |
| Sept. | Josh Allen QB · Bills         | Sam Darnold QB · Vikings      | Kyle Van Noy MLB · Ravens       | Aidan Hutchinson DE · Lions    | Chris Boswell K · Steelers        | Brandon Aubrey K · Cowboys        | Jayden Daniels QB · Commanders | Jared Verse LB · Rams           |
| Okt.  | Lamar Jackson QB · Ravens     | Jared Goff QB · Lions         | Will Anderson DE · Texans       | Xavier McKinney S · Packers    | Chris Boswell K · Steelers        | Chad Ryland K · Cardinals         | Bo Nix QB · Broncos            | Beanie Bishop Jr. CB · Steelers |
| Nov.  | Joe Burrow QB · Bengals       | Saquon Barkley RB · Eagles    | Patrick Surtain II CB · Broncos | Jonathan Greenard LB · Vikings | Jason Sanders K · Dolphins        | Jake Bates K · Lions              | Brock Bowers TE · Raiders      | Braden Fiske DT · Rams          |
| Dez.  | Joe Burrow QB · Bengals       | Jahmyr Gibbs RB · Lions       | Derwin James FS · Chargers      | Leonard Williams DE · Seahawks | Jason Sanders K · Dolphins        | Joshua Karty K · Rams             | Brian Thomas Jr. WR · Jaguars  | Edgerrin Cooper LB · Packers    |

#### Jahresabschlussehrung
Am 6. Februar 2025 wurden die besten Spieler der abgelaufenen Saison 2024 geehrt. Die Preisverleihung war die 14. Ausgabe der NFL Honors und fand im Saenger Theatre in New Orleans, Louisiana statt.
| Award                             | Gewinner           | Position      | Team                  |
| --------------------------------- | ------------------ | ------------- | --------------------- |
| AP Most Valuable Player           | Josh Allen         | Quarterback   | Buffalo Bills         |
| AP Offensive Player of the Year   | Saquon Barkley     | Runningback   | Philadelphia Eagles   |
| AP Defensive Player of the Year   | Patrick Surtain II | Cornerback    | Denver Broncos        |
| AP Coach of the Year              | Kevin O’Connell    | Head Coach    | Minnesota Vikings     |
| Pepsi NFL Rookie of the Year      | Jayden Daniels     | Quarterback   | Washington Commanders |
| AP Offensive Rookie of the Year   | Jayden Daniels     | Quarterback   | Washington Commanders |
| AP Defensive Rookie of the Year   | Jared Verse        | Linebacker    | Los Angeles Rams      |
| AP Comeback Player of the Year    | Joe Burrow         | Quarterback   | Cincinnati Bengals    |
| Walter Payton NFL Man of the Year | Arik Armstead      | Defensive End | Jacksonville Jaguars  |